# Cheshire (Ohio)
Cheshire é uma vila localizada no estado norte-americano de Ohio, no Condado de Gallia.

## Demografia
Segundo o censo norte-americano de 2000, a sua população era de 221 habitantes.
Em 2006, foi estimada uma população de 88, um decréscimo de 133 (-60.2%).

## Geografia
De acordo com o United States Census Bureau tem uma área de
0,5 km², dos quais 0,5 km² cobertos por terra e 0,0 km² cobertos por água. Cheshire localiza-se a aproximadamente 174 m acima do nível do mar.

## Localidades na vizinhança
O diagrama seguinte representa as localidades num raio de 12 km ao redor de Cheshire.